# Miguel Nagib
Miguel Francisco Urbano Nagib (Mogi das Cruzes, 9 de novembro de 1960) é um advogado brasileiro, conhecido por ser fundador do chamado programa Escola sem Partido, iniciado em 2004, e idealizador do texto que originou diversos projetos de lei homônimos com o objetivo de impedir o abuso da liberdade de ensinar dos professores na sala de aula, explicitando a primazia dos pais sobre a educação moral e religiosa de seus filhos, conforme consta do Pacto Internacional de Direitos Humanos de San Jose - Costa Rica e avançar uma agenda de cidadania no território nacional. É casado com Ruth Kicis, irmã da deputada federal Bia Kicis, portanto Miguel é cunhado da deputada.
Filho de libaneses, é procurador do Estado de São Paulo em Brasília desde 1985 e foi assessor de ministro do Supremo Tribunal Federal de 1994 a 2002.
Para o cientista político Luis Felipe Miguel, Nagib busca impedir o livre debate e o pensamento crítico nas escolas. Sua justificativa é baseada num tipo de teoria da conspiração, o "marxismo cultural", que faz uma leitura distorcida da obra de Antonio Gramsci e equivale sua noção de luta pela hegemonia a uma suposta "doutrinação ideológica". Importante na agitação política dos setores radicalizados da direita brasileira, o Escola sem Partido é visto como obscurantista e autoritário pelos principais educadores do país.